# Jabłko niezgody
Jabłko niezgody – w mitologii greckiej złote jabłko z napisem: „dla najpiękniejszej” (gr. τῇ καλλίστῃ te kallisti) rzucone przez boginię Eris podczas wesela Tetydy i Peleusa.
Stało się ono przyczyną sporu pomiędzy Herą, Afrodytą i Ateną. Konkurs piękności z polecenia Zeusa rozstrzygnął Parys. Każda z bogiń obiecała mu zapłatę za przyznanie jabłka: Hera – władzę, Atena – mądrość i sławę, Afrodyta – najpiękniejszą kobietę za żonę. Wygrała Afrodyta, która obiecała mu żonę króla Sparty Menelaosa, Helenę. Uprowadzenie Heleny przez Parysa było powodem rozpoczęcia wojny trojańskiej.
Mit ten jest opisany w greckim eposie Cypria.
Związek frazeologiczny „jabłko niezgody” oznacza przyczynę konfliktu, powód kłótni.
Złote jabłko z napisem „Kallisti” jest jednym z symboli dyskordianizmu.